# Ancestors
Gli Ancestors sono un gruppo musicale psychedelic/progressive rock/doom metal, originario di Los Angeles, fondato nel 2006.

## Storia del gruppo
La band fu fondata nel 2006 da Justin Maranga, Nick Long e Brandon Pierce come un progetto a tre. Dopo pochi mesi però si unirono alla formazione Chico Foley e infine J Christopher Watkins. 
Pubblicarono l'album d'esordio Neptune With Fire nel 2008 con la North Atlantic Sound in Europa e con la Tee Pee Records nel resto del mondo. La copertina del disco fu disegnata da Arik Roper. Nel 2009 è uscito il secondo disco, inititolato Of Sound Mind.

### Influenze
Gli Ancestors sono fortemente influenzati da realtà progressive rock quali King Crimson, Nektar, Agitation Free e Rush, oltre a band psychedelic rock come Pink Floyd, Hawkwind e Ash Ra Tempel, stoner rock e doom metal come Neurosis, Kyuss e Sleep. Si sono ispirati anche a musicisti sperimentali quali Pierre Schaeffer, Karlheinz Stockhausen e Luc Ferrari.

## Formazione

### Formazione attuale
- Justin Maranga - voce, chitarra
- Nick Long - basso, voce
- Jason Watkins - organista, voce, pianoforte, tastiera
- Matt Barks - sintetizzatori, voce, chitarra
- Brandon Pierce - batteria

### Ex componenti
- Chico Foley - sintetizzatori, voce

## Discografia

### Album in studio
- 2008 - Neptune With Fire
- 2009 - Of Sound Mind
- 2012 - In Dreams and Time
- 2018 - Suspended in Reflections

### EP
- 2011 - Invisible White